# Pyrausta insolata
Pyrausta insolata is een vlinder van de familie van de grasmotten (Crambidae). De wetenschappelijke naam van deze soort is voor het eerst voorgesteld door Bernard Landry in een publicatie uit 2015.

## Etymologie
De naam insolata betekent "blootgesteld aan de zon", met een verwijzing naar de vleugelkleur van deze soort en het zonnige weer op de Galápagoseilanden.

## Verspreiding
De soort komt komt (waarschijnlijk alleen) voor op de Galápagoseilanden (Fernandina, Isabela, Pinta , Santa Cruz, San Salvador).